# 白鳳三山
白鳳三山（はくほうさんざん）とは、福島県大沼郡会津美里町にある観音山・羽黒山・岩崎山（向羽黒山）の三山の総称である。

## 概要
会津美里町東部、本郷市街地の南東寄りに位置する。「三山」と称するがそれぞれの山は横一列に繋がっている。観音山には馬頭観音、羽黒山には羽黒神社が祀られている。最高点は向羽黒山山頂で標高409メートル。中腹から山麓にかけては公園になっており、また、車道や遊歩道も整備されており、ハイキングに最適な山といえる。
なお、この山が所在する本郷地区は「会津本郷焼」の産地として有名であり、登山口付近には会津本郷焼資料館がある。